# Louis Delannoy
Louis Delannoy (Anvers, 16 de juny de 1902 - Schoten, 7 de febrer de 1968) va ser un ciclista belga, professional entre 1925 i 1934. En el seu palmarès destaca una victòria d'etapa al Tour de França de 1929.

## Palmarès
- 1928
  - 2n al Circuit de Bèlgica
  - 3r al Tour de Flandes
- 1929
  - 1r al Circuit de la Xampanya
  - Vencedor d'una etapa al Tour de França
- 1930
  - 3r al Premi Nacional de Clausura
- 1931
  - 2n al Circuit de Bèlgica

### Resultats al Tour de França
- 1926. 28è de la classificació general
- 1927. 16è de la classificació general
- 1928. 13è de la classificació general
- 1929. 6è de la classificació general. Vencedor d'una etapa
- 1930. 11è de la classificació general